# کودوی کوچک
کودوی کوچک (نام علمی: Tragelaphus imberbis) نام یک گونه از سرده بزآهو است.